# Comissió reial per a l'exposició de 1851

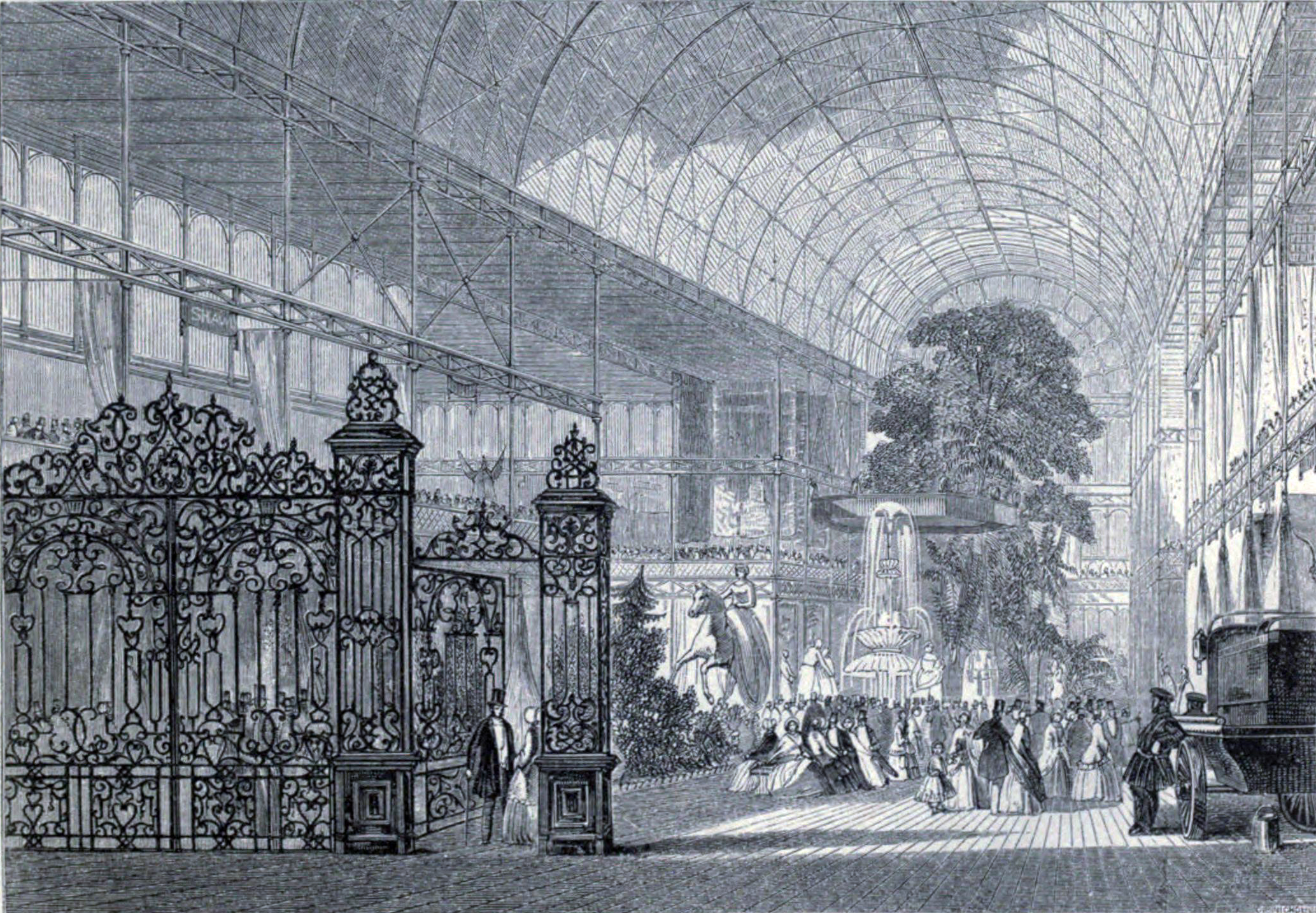
La Gran Exposició: El "Palau de Vidre" de Paxton va tancar arbres al Hyde Park.

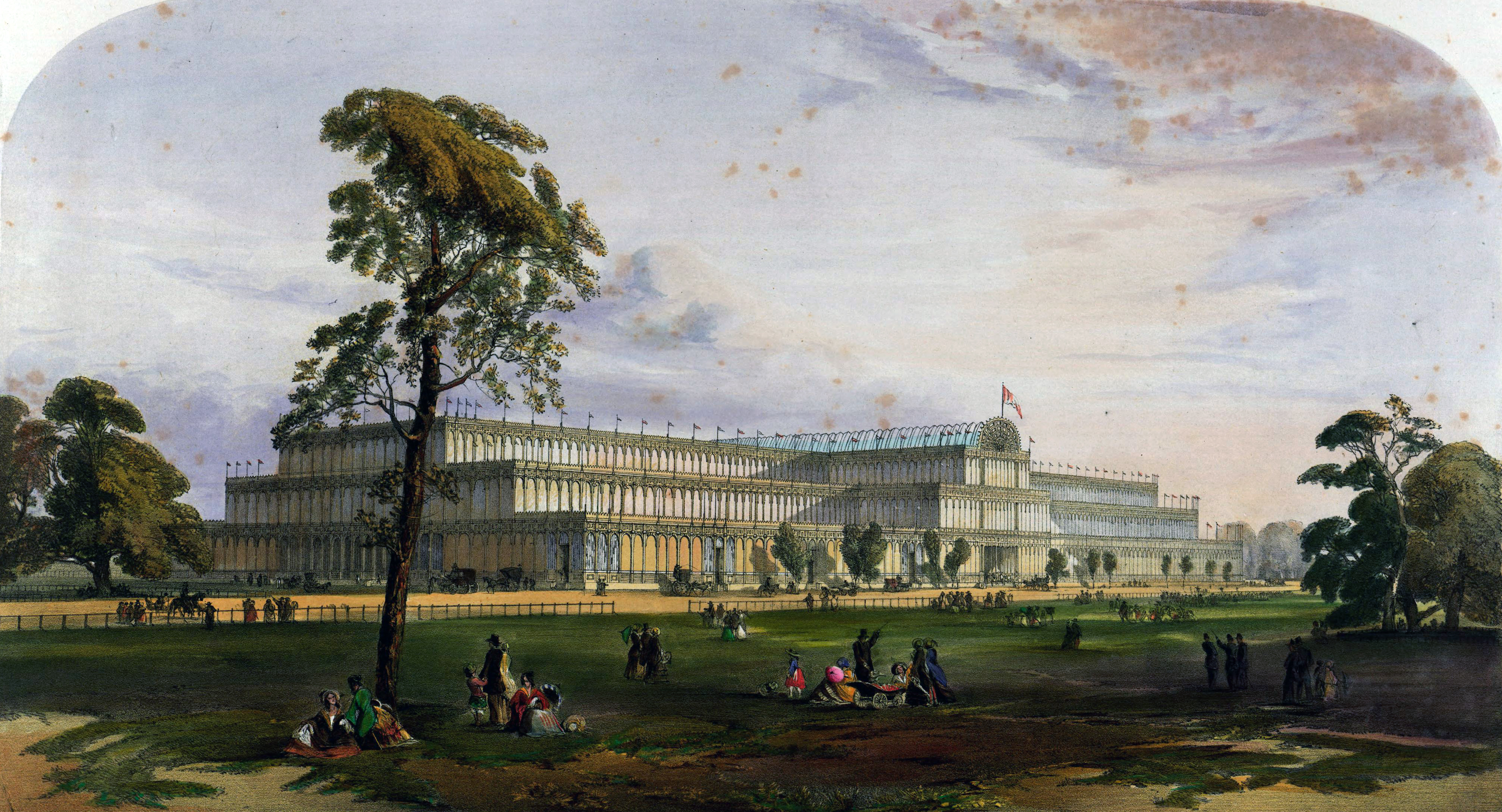
La Gran Exposició de 1851 al Hyde Park

La Comissió reial per l'exposició de 1851 és una institució fundada el 1850 per administrar l'exposició internacional de 1851, el nom oficial va ser la Gran Exposició dels Treballs de la Indústria de totes les Nacions (Great Exhibition of the Works of Industry of all Nations). La Gran Exposició va tenir lloc al Crystal Palace de Londres, Anglaterra, l'enorme edifici va ser dissenyat per Joseph Paxton per a l'exposició i la construcció va ser supervisada per William Cubitt utilitzant una estructura especial de ferro colat per als panells de vidre, amb bigues de fusta per al sòl.
El president fundador de la Comissió va ser el príncep Príncep Albert de Saxònia-Coburg Gotha i el seu administrador principal va ser Henry Cole. El president actual és la Princesa Reial.
L'exposició va ser un gran èxit popular i financer, i va obtenir un enorme superàvit de 186.000 de lliures esterlines (aproximadament 22 milions de lliures esterlines en diners d'avui). Es va adoptar una decisió inusual per mantenir a la Comissió Reial com un òrgan administratiu permanent per utilitzar els beneficis amb finalitats caritatives. La seva Carta revisada imposava a la Comissió "l'augment dels mitjans de l'educació industrial i l'extensió de la influència de la ciència i l'art en la indústria productiva".

## South Kensington
El benefici de l'Exposició de 1851 va ser invertit pels comissaris que van comprar 86 acres (350.000 m2) de terra al South Kensington que va ser desenvolupada com a centre d'institucions educatives i culturals, sovint conegut com a "Albertòpolis". Aquestes inclouen:
- Imperial College London
- Museu d'Història Natural de Londres
- Royal Albert Hall
- Royal College of Art
- Royal College of Music
- Science Museum de Londres
- Victoria and Albert Museum

La seu de la Comissió es troba a l'Imperial College i des de 1891 la Comissió ha prestat beques de postgrau per estudiar a Gran Bretanya ia l'estranger, i entre els antics becaris hi ha 13 premis Nobel.
Actualment, la Comissió té actius de capital de més de 76 milions de lliures esterlines, amb un desemborsament anual de més de 2 milions de lliures esterlines.